# Program Segment Prefix
Program Segment Prefix (с англ. — «Префикс программного сегмента», сокращённо PSP) — структура данных, которая используется в операционных системах семейства DOS и CP/M для сохранения состояния компьютерных программ.
PSP в DOS имеет следующую структуру:
| Offset (Смещение) | Size (Размер)            | Contents (Содержание)                                                         |
| ----------------- | ------------------------ | ----------------------------------------------------------------------------- |
| 00-01             | 2 байта (код)            | Содержит код INT 20 выхода из программы в стиле CP/M (для совместимости)      |
| 02-03             | машинное слово (2 байта) | Сегмент, расположенный сразу после выделенной программе памяти                |
| 04                | байт                     | Зарезервировано                                                               |
| 05-09             | 5 байтов (код)           | Содержит код CALL FAR для вызова функций DOS в стиле CP/M (для совместимости) |
| 0A-0D             | dword (4 байта)          | Адрес обработчика Terminate предыдущей программы (предыдущий INT 22)          |
| 0E-11             | dword                    | Адрес обработчика Break предыдущей программы (предыдущий INT 23)              |
| 12-15             | dword                    | Адрес обработчика критических ошибок предыдущей программы (предыдущий INT 24) |
| 16-17             | машинное слово           | Сегмент PSP вызывающего процесса (как правило, command.com — внутренний)      |
| 18-2B             | 20 байт                  | en:Job File Table (внутренняя)                                                |
| 2C-2D             | машинное слово           | Сегмент переменных среды                                                      |
| 2E-31             | dword                    | SS:SP на входе к последнему вызову INT 21 (внутренний)                        |
| 32-33             | машинное слово           | максимальное количество открытых файлов (внутренний — см. ниже)               |
| 34-37             | dword                    | Адрес ручных записей (внутренний — см. ниже)                                  |
| 38-4F             | 24 байта                 | Зарезервировано                                                               |
| 50-52             | 3 байта (код)            | Для вызова к DOS (всегда содержит INT 21 + RETF)                              |
| 53-5B             | 9 байт                   | Зарезервировано                                                               |
| 5C-6B             | 16 байт                  | Закрытый уровень FCB 1                                                        |
| 6C-7F             | 20 байт                  | Закрытый уровень FCB (перезаписан, если FCB 1 открыт)                         |
| 80                | 1 байт                   | Количество символов в командной строке                                        |
| 81-FF             | 127 байт                 | Командная строка (завершается 0Dh)                                            |

PSP (Zero-Page или Base Page) в CP/M-86
| Offset (Смещение) | Size (Размер)  | Contents (Содержание)                                           |
| ----------------- | -------------- | --------------------------------------------------------------- |
| 00-02             | 3 байта        | Длина кодовой группы в байтах                                   |
| 03-04             | машинное слово | Адрес сегмента кодовой группы                                   |
| 05                | Байт           | Флаг модели 8080 — установлен, если программа в одном сегменте  |
| 06-08             | машинное слово | Длина группы данных в байтах                                    |
| 09-0A             | машинное слово | Адрес сегмента группы данных                                    |
| 0B                | Байт           | Зарезервировано                                                 |
| 0C-11             |                | Дескриптор дополнительной группы — формат как для группы данных |
| 12-17             |                | Дескриптор группы стека — формат как для группы данных          |
| 18-1D             |                | Дескриптор группы X1 — формат как для группы данных             |
| 1E-23             |                | Дескриптор группы X2 — формат как для группы данных             |
| 24-29             |                | Дескриптор группы X3 — формат как для группы данных             |
| 2A-2F             |                | Дескриптор группы X4 — формат как для группы данных             |
| 30-4F             |                | Зарезервировано                                                 |
| 50                | Байт           | Диск, с какого была загружена программа (CP/M 3)                |
| 51-52             | машинное слово | Address of the password for the first FCB (CP/M 3)              |
| 53                | Байт           | Length of the password for the first FCB (CP/M 3)               |
| 54-55             | машинное слово | Address of the password for the second FCB (CP/M 3)             |
| 56                | Байт           | Length of the password for the second FCB (CP/M 3)              |
| 57-5B             | Байты          | Зарезервированно                                                |
| 5C-6B             |                | Дефолт FCB 1                                                    |
| 6C-7F             |                | Дефолт FCB 2 (перезаписывается, если открыт CB 1)               |
| 80                | Байт           | Количество символов в командной строке                          |
| 81-FF             | Байты          | Командная строка                                                |

PSP наиболее часто используется для получения аргументов из командной строки программой под DOS, например, команда «foo.exe -a -f» исполнит (запустит) файл foo.exe с аргументами '-a' и '-f'.
Сегментный адрес PSP будет занесён в регистр DS в момент исполнения программы. Также он может быть позже определён через использование прерывания № 21h подфункции № 62h. Это прерывание возвратит адрес PSP в регистр BX.
Кроме этого, в .COM-программах можно обратиться непосредственно к PSP только при помощи смещений в списке выше. 00h указывает на начало PSP, FFh указывает на конец, и т. д. Например, следующий код отображает аргументы командной строки:
```
org
   
100
h

; int 21h подфункция 9 требует '$' для завершения строки

xor
   
bx
,
 
bx

mov
   
bl
,
 
[
80
h
]

mov
   
byte
 
[
bx
 
+
 
81
h
],
 
'
$
'

; вывод строки

mov
   
ah
,
 
9

mov
   
dx
,
 
81
h

int
   
21
h

; завершение

mov
   
ax
,
 
4
C00h

int
   
21
h

```